# دومينيك كيتنغ
دومينيك كيتنغ (بالإنجليزية: Dominic Keating)‏ هو ممثل بريطاني، ولد في 1 يوليو 1962 في المملكة المتحدة.

## أعمال

### أفلام
- (2007) بيوولف[4]

### مسلسلات
- ستار تريك إنتربرايز

## وصلات خارجية
- دومينيك كيتنغ على موقع IMDb (الإنجليزية)
- دومينيك كيتنغ على موقع ألو سيني (الفرنسية)
- دومينيك كيتنغ على موقع ميوزك برينز (الإنجليزية)
- دومينيك كيتنغ على موقع أول موفي (الإنجليزية)
- دومينيك كيتنغ على موقع قاعدة بيانات الأفلام السويدية (السويدية)
- دومينيك كيتنغ على موقع إن إن دي بي (الإنجليزية)
- دومينيك كيتنغ على موقع قاعدة بيانات الفيلم (الإنجليزية)
- دومينيك كيتنغ على موقع كينوبويسك (الروسية)